# Peixe-royal-gramma
O peixe Royal Gramma, da espécie Gramma loreto, é um peixe muito conhecido por colecionadores de peixes de aquário. Ele começa com cor de uva que vai 'clareando' e termina em amarelo. Existe um peixe que alguma vezes é confundido com o Royal Gramma: é o Royal Gramma Falso (Pseudochromis paccagnellae). A diferença entre os dois é que o Royal Gramma Falso tem barbatanas mais claras e as cores não estão em "degradê" e têm pequenas diferenças no tom das cores.
O Royal Gramma tem aproximadamente 8 cm de comprimento. Seus hábitats naturais são: Bahamas, Venezuela e as Pequenas Antilhas.
São peixes carnívoros, se alimentam de pequenos animais como pequenos crustáceos, alevinos e peixes menores que ele.

## Em Aquários

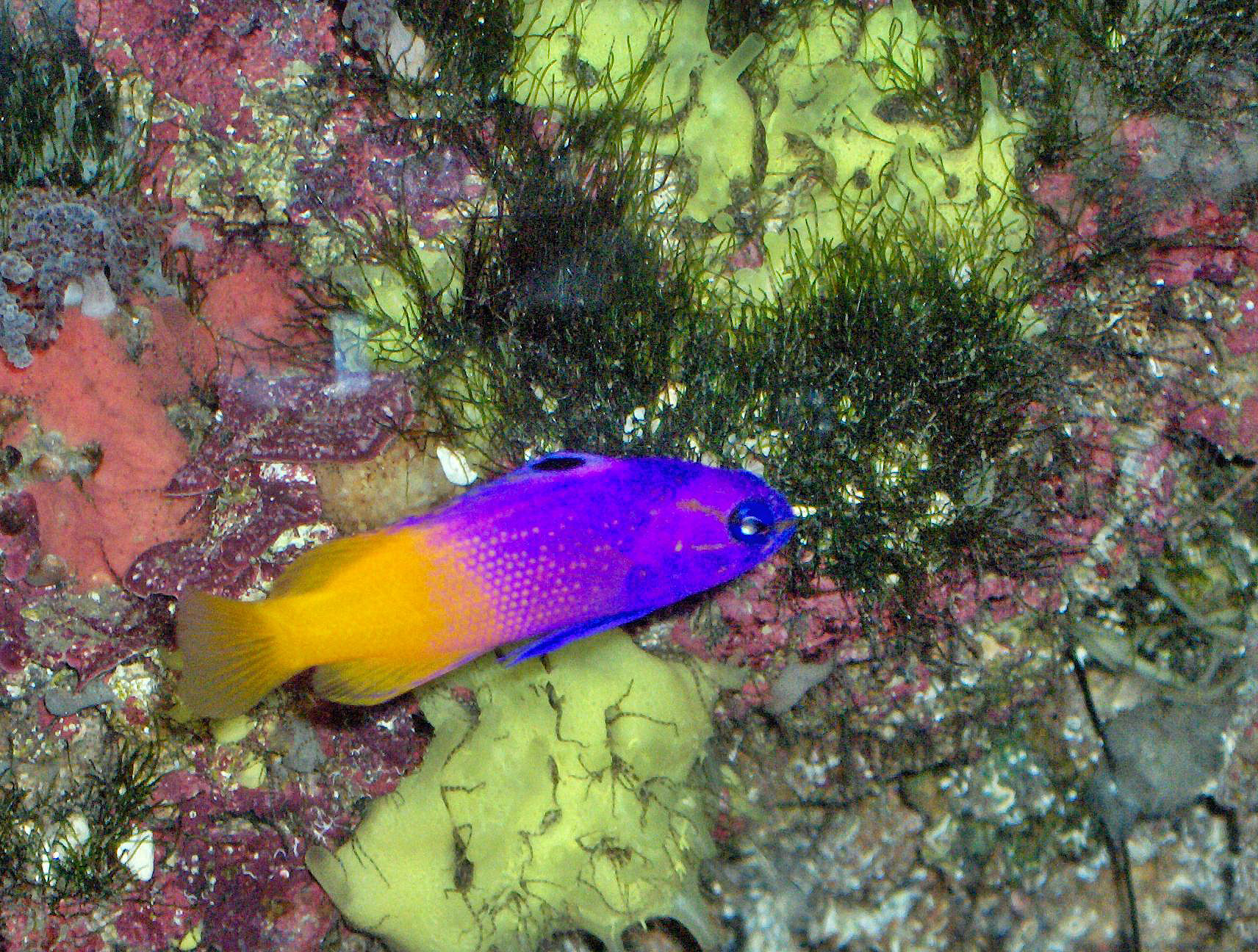
Um espécime de Royal Gramma.

Por serem relativamente pacíficos, terem uma dieta simples e serem pequenos, os Royal Gramma são considerados peixes ideais para a maioria dos aquários e tanques que contenham corais e outros invertebrados.
Porém o Royal Gramma pode se tornar agressivo com seus "companheiros de aquário" se o tanque não for grande o suficiente.
Os peixes Gramma-Loreto tem uma enorme boca,as vezes pode ser um pouco medrosos 